# Альберто Паріс
Альберто Паріс (італ. Alberto Paris; нар. 5 квітня 1965) — колишній італійський тенісист.
Найвищу одиночну позицію світового рейтингу — 207 місце досяг 17 серпня 1987, парну — 159 місце — 14 вересня 1987 року.
Здобув 1 парний титул.

## Титули на челленджерах

### Парний розряд: (1)
| Рік  | Турнір             | Покриття | Партнер      | Суперники                     | Рахунок  |
| ---- | ------------------ | -------- | ------------ | ----------------------------- | -------- |
| 1987 | Стамбул, Туреччина | Ґрунт    | Невіо Девіде | Адріан Марку Флорін Сегирчяну | 7–5, 6–2 |